# Charles Ephrussi
Pour les articles homonymes, voir Ephrussi.
Charles Ephrussi, né le 24 décembre 1849 à Odessa (Empire russe, à présent Ukraine) et mort le 30 septembre 1905 à Paris, d'origine russe et naturalisé français, est un historien et critique d'art, ainsi qu'un des plus importants collectionneurs d'art de son époque. 

## Biographie
Charles Ephrussi est issu d'une famille de banquiers d'appartenance juive et originaires d'Odessa dans l'Empire russe (à présent Ukraine).
Son grand-père paternel Chaïm Efrussi (1793-1864), devenu Joachim puis Charles Joachim, au départ petit commerçant en grains, parvint à s'assurer le monopole du marché du blé d'Ukraine au point de devenir en 1860, avec ses deux fils Leb (Léon) qui fut élu par acclamation premier membre juif du Club anglais d'Odessa, et Eizak (Ignace), le premier exportateur de céréales du monde, source de la colossale fortune familiale. 
Surnommés « les rois du blé », les Ephrussi anoblis prirent comme emblèmes un double E et, dans l'esprit de ce qui est appelé en héraldique des armes parlantes, un épi de blé et un trois-mâts voguant toutes voiles dehors surmontant la devise Quod honestum; ce motif ornera la rampe d'escalier en fonte de leur maison d'Odessa, la vaisselle en or du palais viennois de Viktor et Emmy Ephrussi et les fenêtres de l'hôtel parisien de Jules et Fanny Ephrussi. 
Il arriva à la Compagnie Ephrussi d'utiliser cette puissance dans un rapport de forces politico-économique avec le gouvernement impérial russe afin de faire cesser des persécutions antisémites; après un pogrom dans la région d'Odessa, les trois frères décidèrent de fonder un orphelinat qui porta leur nom, et en hommage au patriarche, une école pour enfants juifs qu'ils financeront pendant trente ans.
Charles Ephrussi naît à Odessa, fils de Léon Ephrussi (mort en 1877) et de Minna Landau (1824-1888). Il étudie dans sa ville natale puis à Vienne. Il arrive à Paris vers 1871 et travaille dans la banque familiale. Il fréquente les salons de Mme Émile Straus, Madeleine Lemaire et la princesse Mathilde. 
Neveu de Maurice Ephrussi et frère de Jules Ephrussi, il fut l'amant de Louise Cahen d'Anvers, épouse du richissime banquier Louis Cahen d'Anvers dont elle eut cinq enfants - dont Irène, comtesse Moïse de Camondo -, le  plus jeune étant un garçon qui fut prénommé Charles.
Après avoir réuni de manière assez conventionnelle pour son milieu et son époque « des dessins, des médaillons, des émaux Renaissance, des tapisseries du XVIe siècle inspirées de Raphaël, une sculpture d'enfant de Donatello, une statue en faïence de Luca Della Robbia » (De Waal), il collectionna des laques, des estampes japonaises, acheta au galeriste Philippe Sichel, successeur d'une dame Desoye et chasseur acharné de laques japonais anciens  - auteur en 1883 de Notes d'un bibeloteur au Japon - une collection unique de 264 netsukes qu'il offrit en cadeau de mariage à Viktor Ephrussi, et transmis à sa descendance.
A l'instar d'autres grands amateurs de la fin du XIXe siècle tels que les Rothschild et les Camondo, son goût évolua ensuite vers le XVIIIe siècle français, les porcelaines de Meissen et Sèvres, et surtout le mobilier du Premier Empire, dont il garnit plusieurs pièces de sa seconde résidence parisienne.
Il devient un grand amateur de peinture moderne, fréquentant les ateliers de Degas dont il achète le départ d'une course à Longchamp et une buveuse d'absinthe, Manet dont il posséda des Courses à Longchamp (Art Institute of Chicago), Monet, dont il posséda les Baigneurs à la Grenouillère (London, National Gallery), une Vue de Vétheuil qu'il lui paya 400 francs et Les Glaçons (La Seine), Puvis de Chavannes, tableaux qui couvrirent les murs de l'appartement de célibataire qu'il occupait dans l'hôtel familial du 81, rue de Monceau à Paris. 
Trois ans après la mort de leur mère (1888), il déménagea avec son frère Ignace, célibataire, en octobre 1891 dans un hôtel plus vaste au 11, avenue d'Iéna à Paris où ils donnèrent entre autres dîners et réceptions, comme le 2 février 1893 un brillant five o'clock en l'honneur de la princesse Mathilde Bonaparte, vie mondaine qui fut mise à mal l'année suivante avec l'affaire Dreyfus.

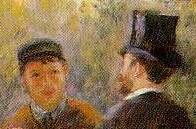
Jules Laforgue et Charles Ephrussi, détail du Déjeuner des canotiers de Renoir.

Il contribue à lancer Auguste Renoir et figure en costume et coiffé d'un haut-de-forme noir, discutant avec le jeune poète Jules Laforgue, au fond de la célèbre toile du peintre, dont il fit l'acquisition, Le Déjeuner des canotiers.
En 1880 il commande à Manet un tableau représentant une botte d'asperges ; il est si content du tableau qu'au lieu de verser les 800 francs convenus, il envoie 1 000 francs à Manet qui, en remerciement, lui adresse huit jours plus tard une petite toile représentant une seule asperge signée d'une M et accompagnée de ce message : « Je crois que celle-ci a glissé de la botte » ; le tableau est conservé au Musée d'Orsay à Paris.
Bon connaisseur de peinture ancienne, il est l'auteur d'un essai estimé sur Albrecht Dürer et ses dessins, son premier ouvrage, pour lequel il engagea Laforgue comme assistant-secrétaire le 14 juillet 1881 ; après sa mort prématurée de la tuberculose, Ephrussi publia dans La Revue blanche la trentaine de lettres qu'ils avaient échangées.

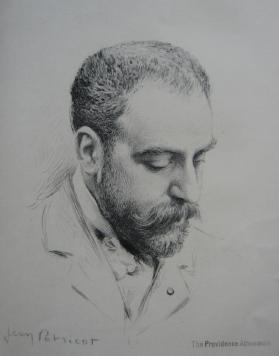
Portrait gravé de Charles Ephrussi par Jean Patricot, publié avec le faire-part de son décès dans la Gazette des beaux-arts en 1905.

Il fut le rédacteur en chef puis en 1885 propriétaire de la Gazette des beaux-arts à laquelle collaborent Taine, Gustave Geffroy, Bourget, Laforgue, Berenson; Jules Laforgue, après la publication de son Albrecht Dürer et ses dessins devint par son entremise lecteur de l'impératrice Augusta.
Proche de Paul Baudry, il fut son biographe (1887) et son exécuteur testamentaire.
Ami de Marcel Proust, il est douteux qu'il ait inspiré à ce dernier, comme l'a affirmé Robert de Montesquiou, le personnage de Charles Swann dans À la recherche du temps perdu ; bien qu'esthète, ce célibataire n'était en effet réputé ni bel homme, ni dandy.

## Œuvres
- Notes biographiques sur Jacopo de Barbari : dit le Maître au caducée, peintre-graveur vénitien de la fin du XVe siècle, Paris, D. Jouaust, 1876.
- Quelques remarques à propos de l'influence italienne dans une œuvre d'Albert Dürer, Paris, A. Quantin, 1878.
- Les Laques japonais au Trocadéro (Quantin, 1879);
- Inventaire de la collection de la Reine Marie-Antoinette, Paris, 1880, 30 p.
- Un voyage inédit d'Albert Dürer, Paris, Quantin, 1881, 18 p.
- Les Bains de femmes d'Albert Dürer, avec 5 gravures hors texte, Paris, Librairie des bibliophiles, 1881.
- La Prétendue trilogie d'Albert Dürer : le chevalier, le diable et la mort, la mélancolie, saint Jérôme dans sa cellule, Paris, Quantin, 1881.
- Les Nouvelles acquisitions du Musée du Louvre Fra Angelico, Domenico Ghirlandajo, Sandro Botticelli, Paris, Quantin, 1882.
- Albert Dürer et ses dessins, Paris, Quantin, 1882, 429 p.
- Les dessins de la collection His de La Salle, Paris, Gazette des beaux-arts, 1883, 43 p.
- Paul Baudry, sa vie et son œuvre, Paris, L. Baschet, 1887, 328 p.
- Étude sur le songe de Poliphile Venise, 1499 et 1545. Paris, 1546, 1883, Paris, L. Techener, 1883 ; réédition en 1888, 102 p.
- Étude sur la Chronique de Nuremberg de Hartmann Schedel, avec les bois de Wolgemut et W. Pleydenwurff, Paris, Techener, 1894, 89 p.

## Tableaux ayant appartenu à la collection de Charles Ephrussi

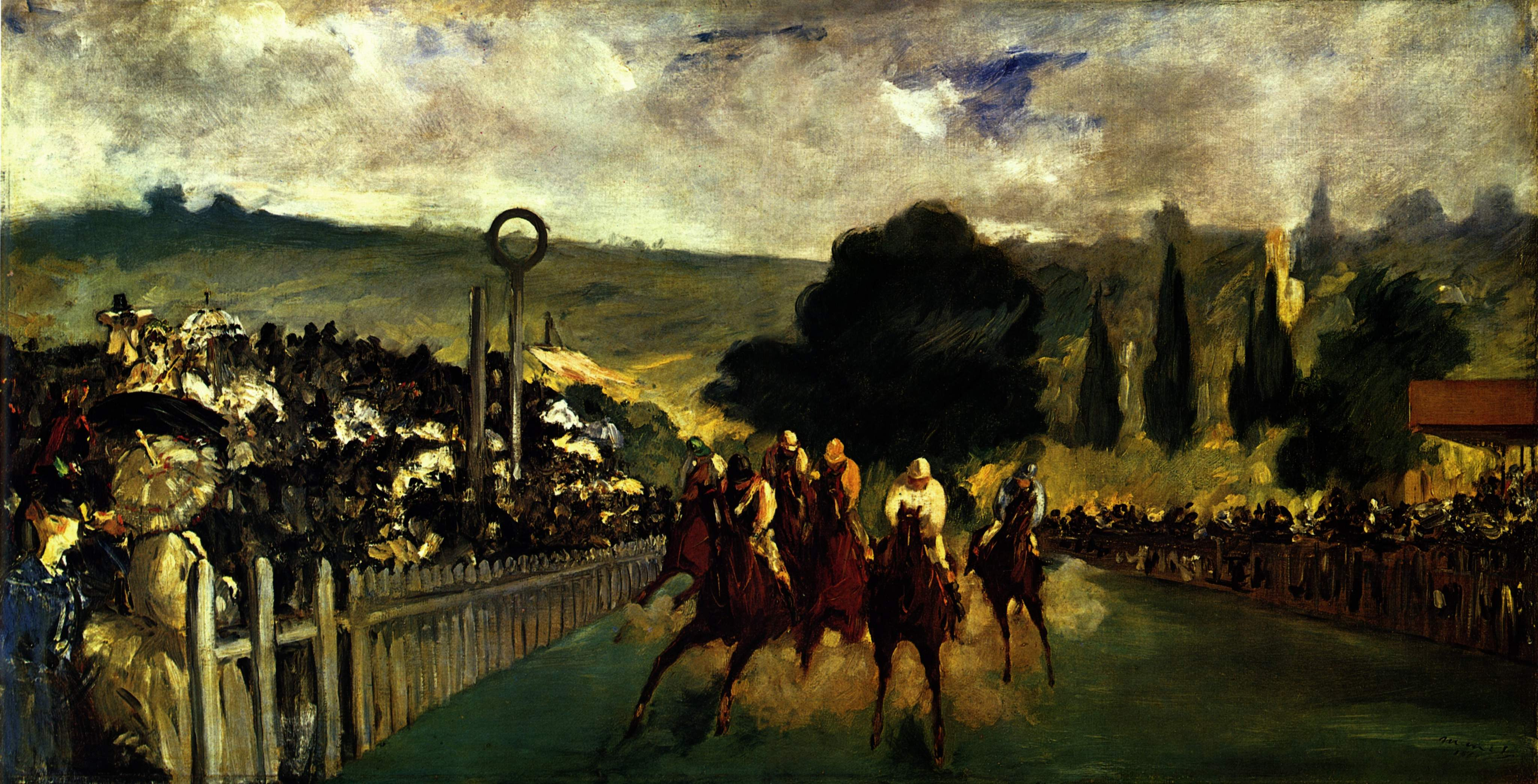
Édouard Manet, Courses à Longchamp, 1864. Art Institute of Chicago
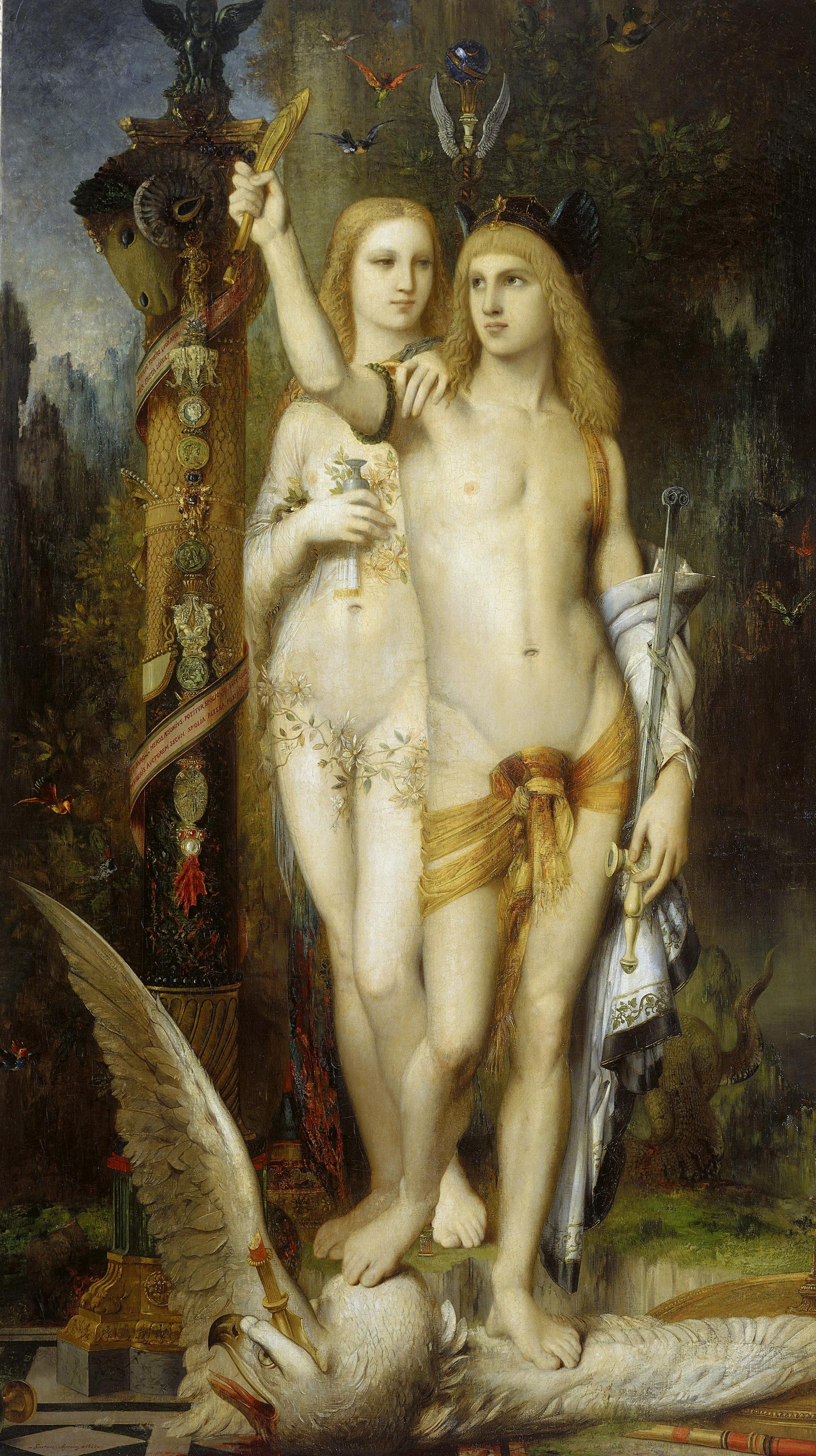
Gustave Moreau: Jason et Médée, vers 1865. Musée d'Orsay, Paris
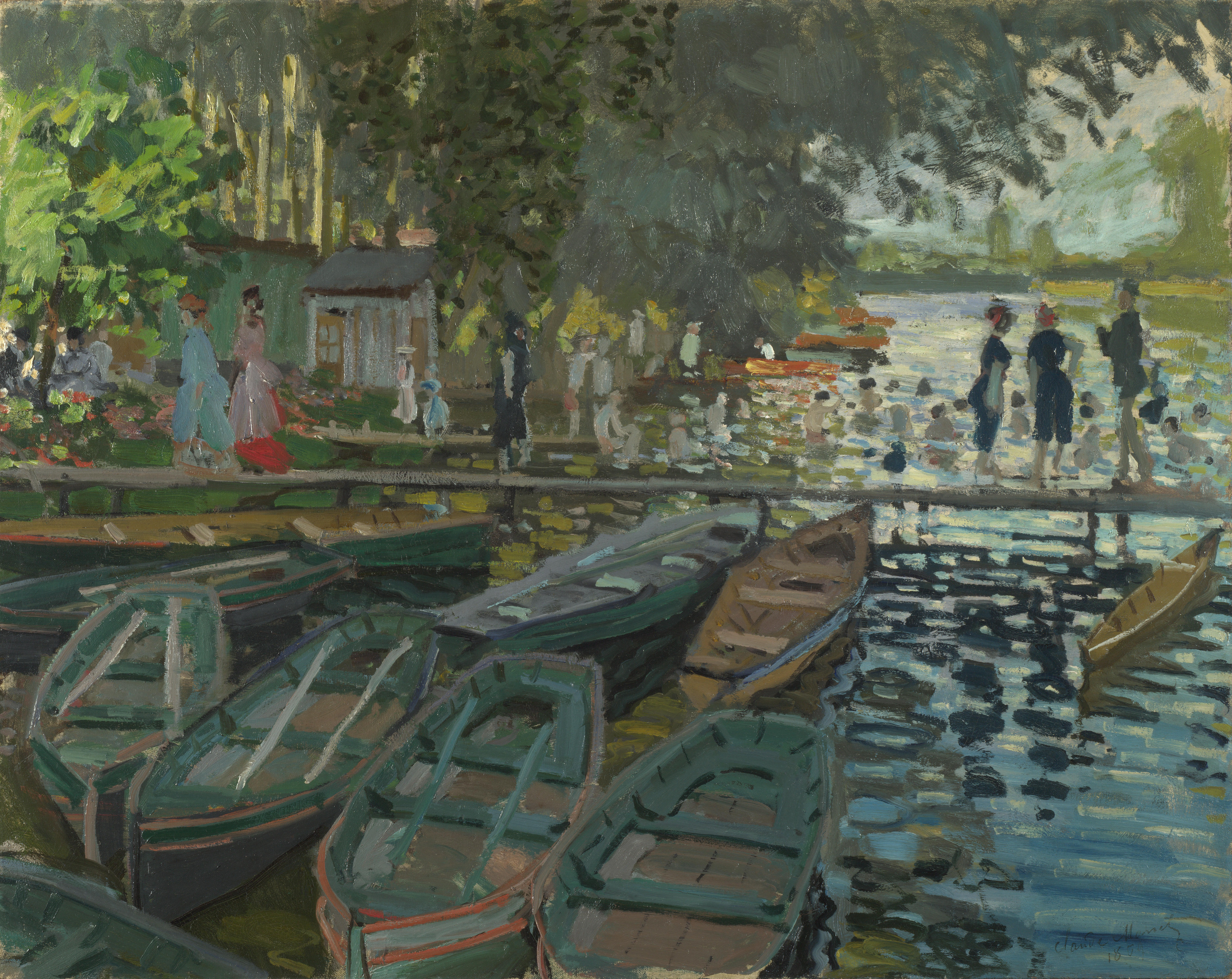
Claude Monet, Baigneurs à la Grenouillère, 1869. National Gallery, Londres
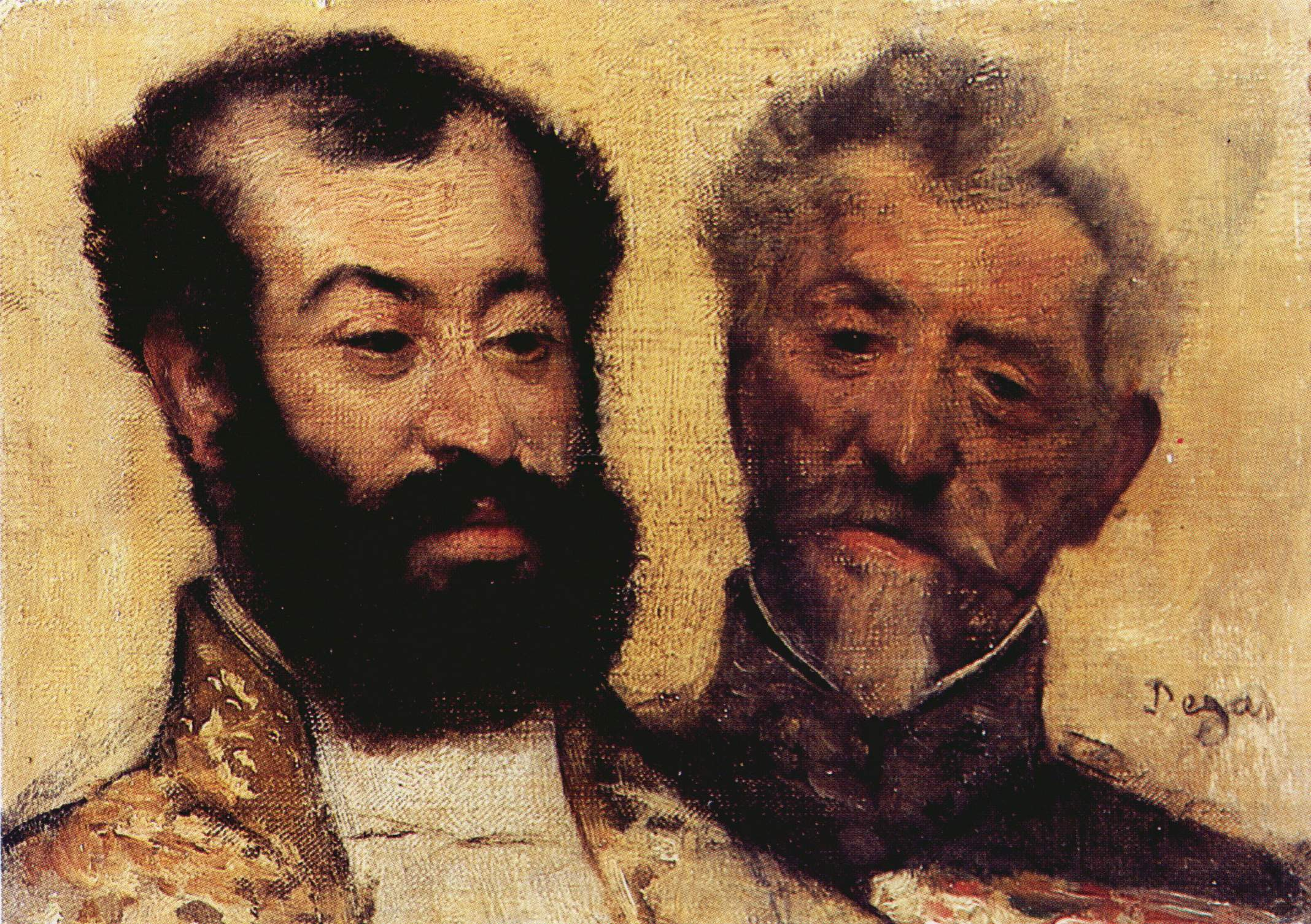
Edgar Degas, Le général Mellinet le grand rabbin  Astruc, 1871. Ville de Gérardmer
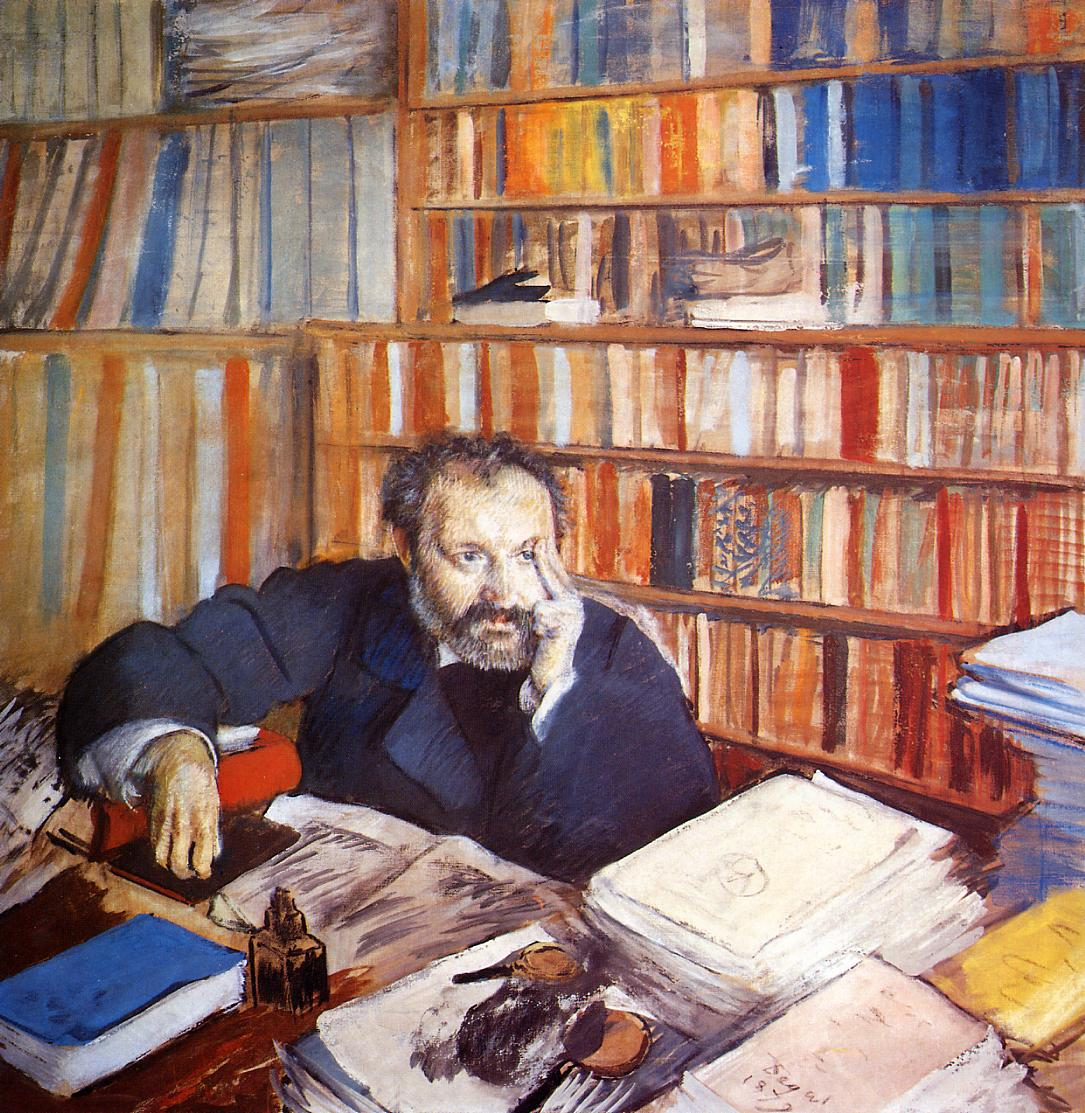
Edgar Degas, Edmond Duranty, 1879. Collection Burrell, Glasgow
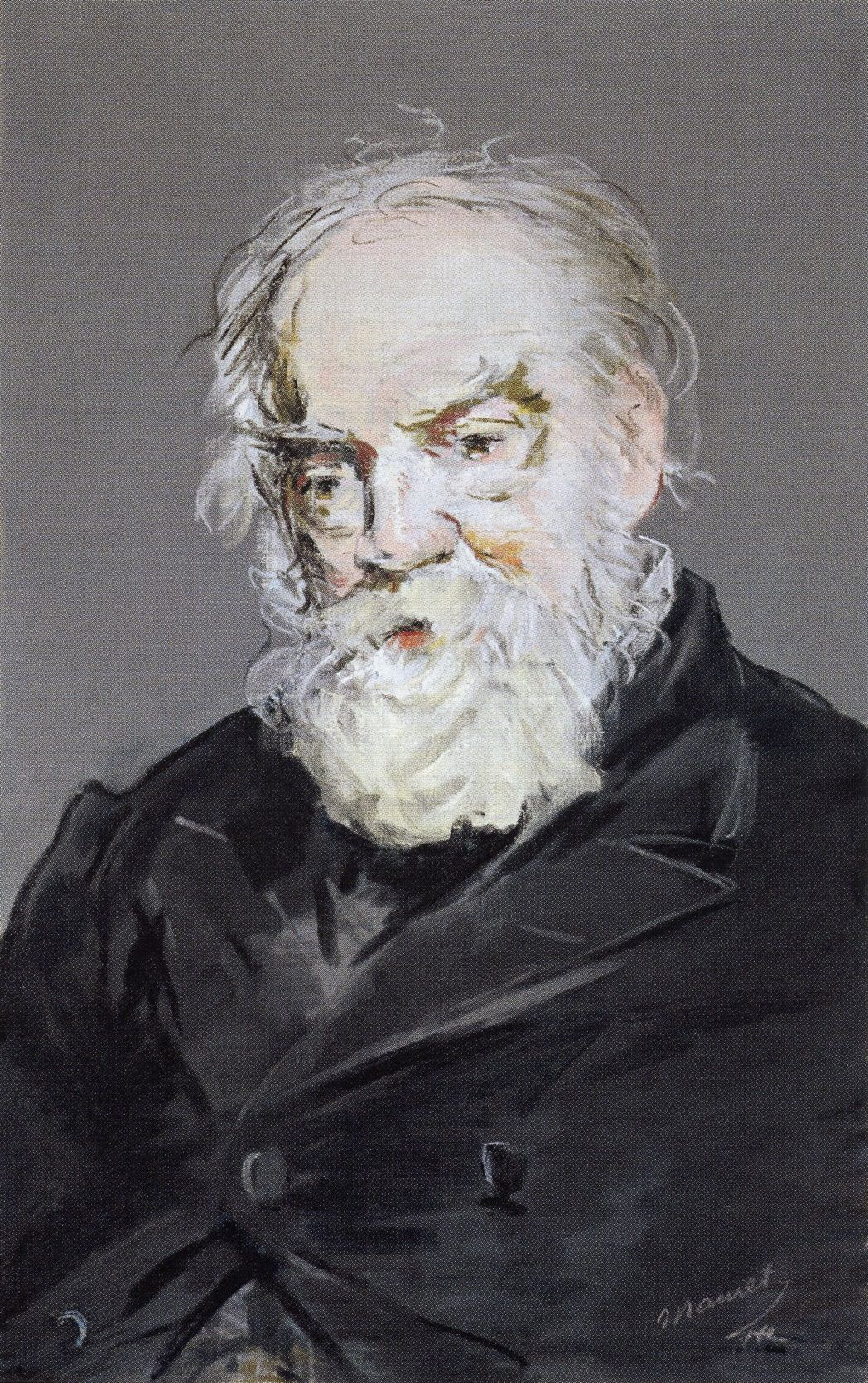
Édouard Manet, Constantin Guys, 1879. Collection privée
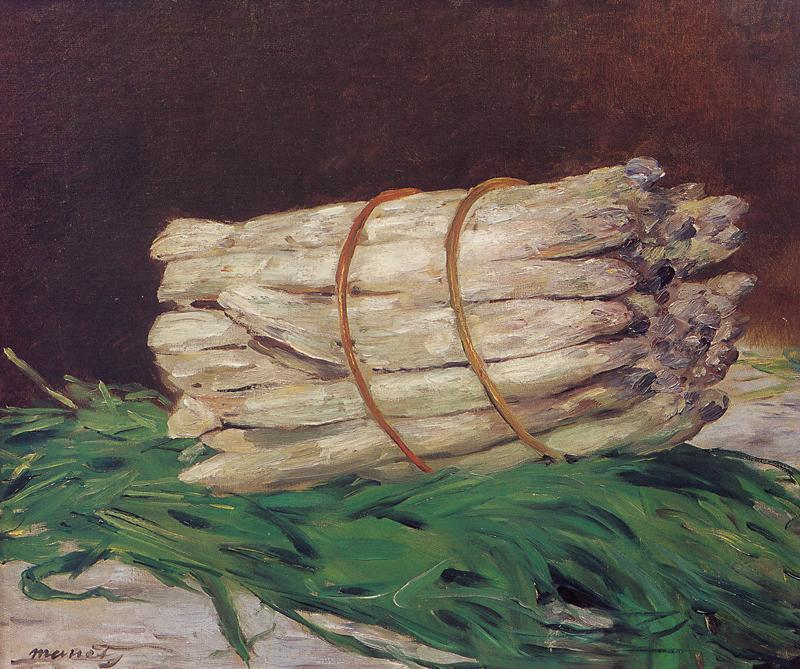
Édouard Manet, Botte d'asperges, 1880. Musée Wallraf Richartz, Cologne
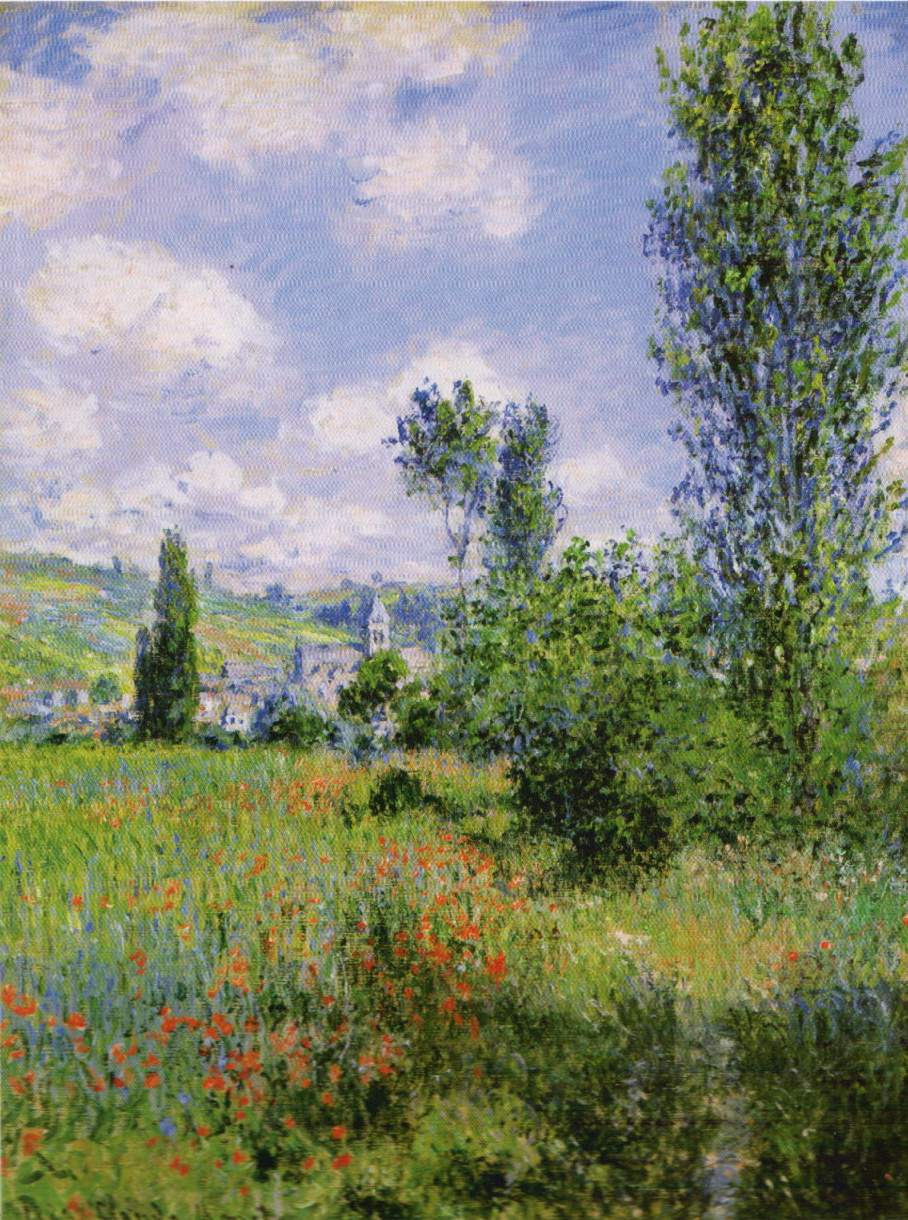
Claude Monet, Vue de Vétheuil, 1880. Metropolitan Museum of Art, New York
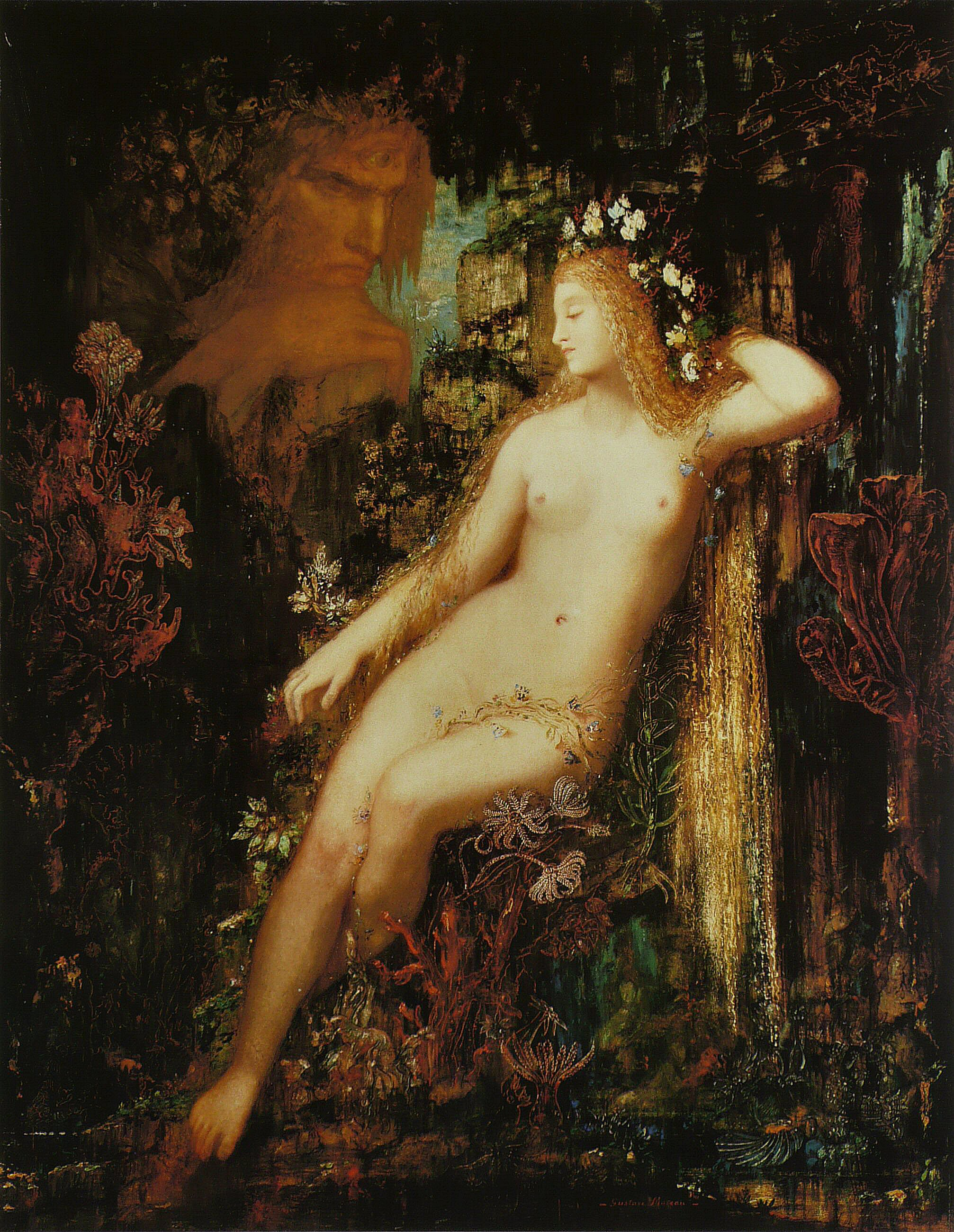
Gustave Moreau, Galatée, etwa 1880. Musée d’Orsay, Paris
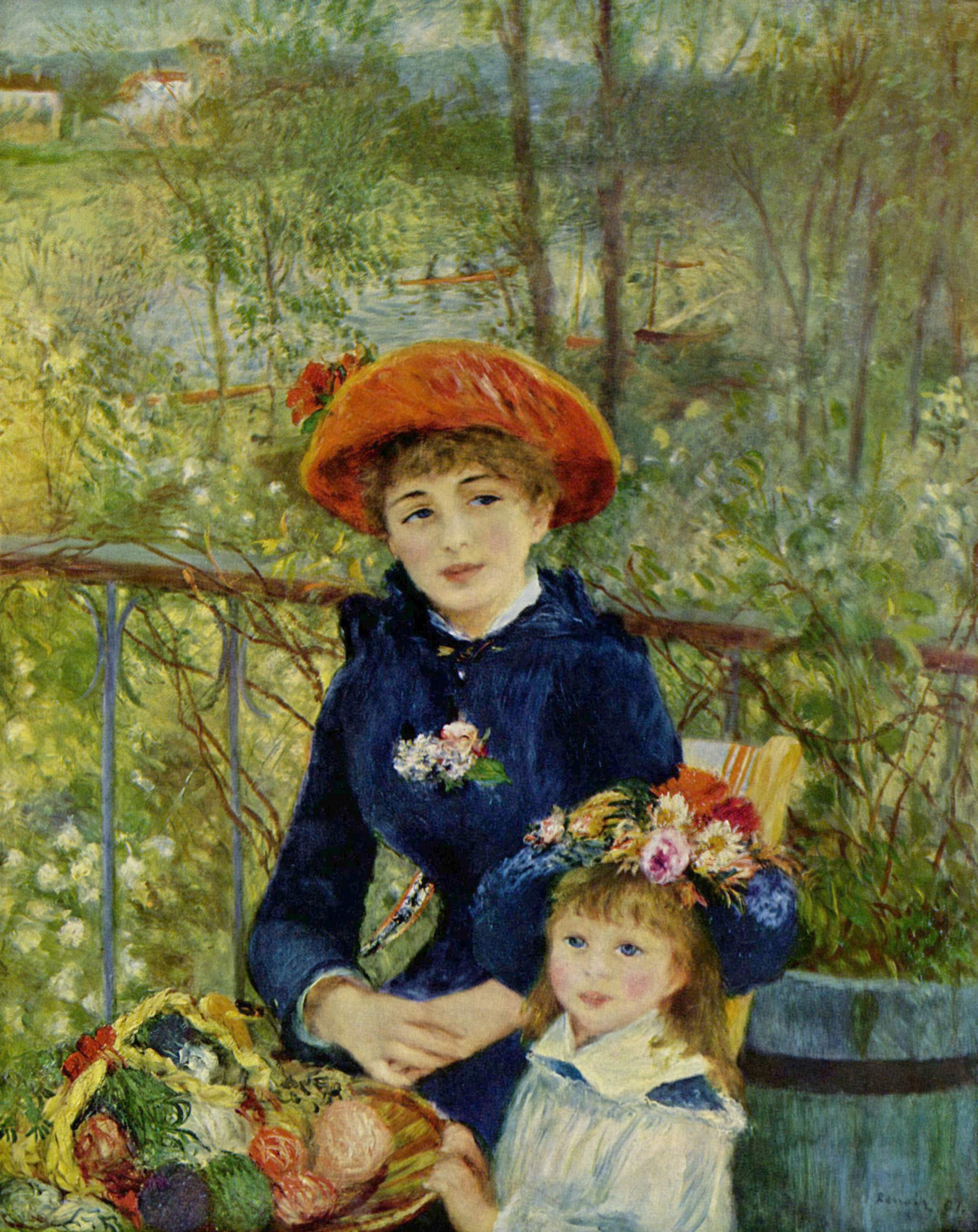
Auguste Renoir, Sur la terrasse, 1881. Art Institute of Chicago
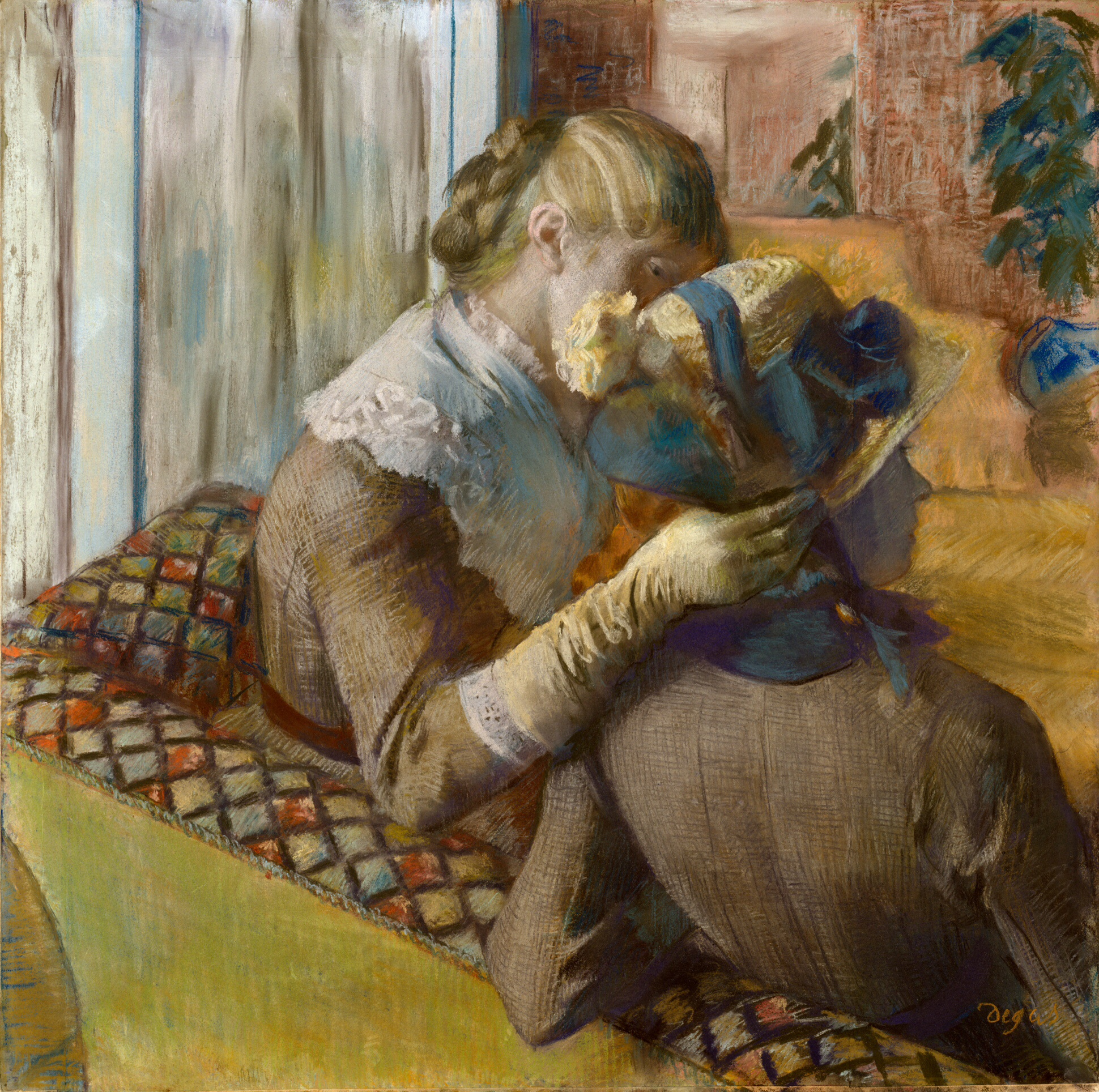
Edgar Degas, Chez la modiste, 1881. Metropolitan Museum of Art, New York
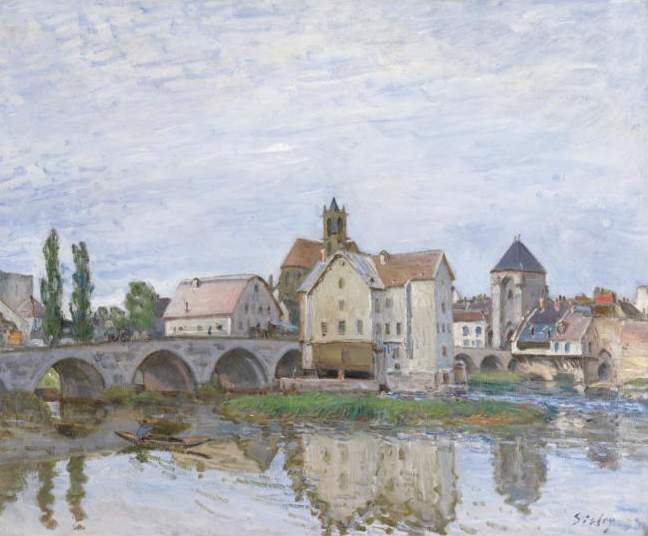
Alfred Sisley, Moret-sur-Loing, 1892. Collection privée

## Distinctions
- Officier de la Légion d'honneur